# Raymond Gérôme
Raymond Gérôme (eigentlich Raymond De Backer; * 17. Mai 1920 in Koekelberg, Region Brüssel-Hauptstadt; † 3. Februar 2002 in Les Lilas, Département Seine-Saint-Denis) war ein franko-belgischer Schauspieler und Regisseur.

## Leben
Der Sohn des belgischen Industriellen Léon de Backer und der Niederländerin Marie Fiekers studierte an der Universität von Brüssel und nahm Schauspielunterricht bei Charles Dullin. 
Er begann seine Karriere am belgischen Jugendtheater und war bis 1954 künstlerischer Leiter des Théâtre national de Belgique. 1954 ging Raymond Gérôme nach Paris, wo er mit den Größen des französischen Theaters und Films arbeitete. Er inszenierte u. a. sein Lieblingsstück Phèdre von Jean Racine. Unter seiner Regie spielten Stars: Don Juan aux enfers mit Pierre Brasseur und Paul Meurisse, Colette mit Jean-Pierre Aumont, Les Amants terribles von Noel Coward mit Danielle Darrieux, Dix petites nègres mit Henri Garcin, Il y a longtemps que je t’aime von Jacques Deval mit Claude Jade und Jean Barney, Libres sont les papillons mit Pierre Malet und Lise Delamare, Un jour j’ai rencontre la vérité mit Michel Duchaussoy.
Als Schauspieler im Kino spielte er seit Mitte der 1950er Jahre, u. a. als Jean Carmets Anwalt in Mademoiselle et son gang (1957), neben Danielle Darrieux als Kommissar in Mord bei 45 Touren (1960), neben Curd Jürgens in Oberst Strogoff (1961), als Jimmy in Anatole Litvaks Lieben Sie Brahms? (1962), als Kommissar in Das Superhirn (1969), als Flavigny in Fred Zinnemanns Der Schakal (1973), den General Pontaubert in Philippe de Brocas Le Magnifique – ich bin der Größte (1973), als Lord Henry Walton in Le Portrait de Dorian Gray (1977), als Comte de Saint-Prix in Ein irrer Typ (1977), als Geheimdienstchef in Der Regenschirmmörder (1980) und als Direktor Cazalières in Panther II – Eiskalt wie Feuer (1988).

## Filmografie (Auswahl)
- 1961: Oberst Strogoff (Le triomphe de Michel Strogoff)
- 1961: Die Prinzessin von Cleve (La princesse de Clèves)
- 1972: Reisen mit meiner Tante (Travels with my Aunt)
- 1973: Le Magnifique – ich bin der Größte (Le Magnifique)